# Legendrena steineri
Legendrena steineri är en spindelart som beskrevs av Norman I. Platnick 1990. Legendrena steineri ingår i släktet Legendrena och familjen Gallieniellidae.
Artens utbredningsområde är Madagaskar. Inga underarter finns listade i Catalogue of Life.